# Volo
|  | Per a altres significats, vegeu «Fabio Volo». |

Volo és una vila del Comtat de Lake (Illinois) als Estats Units d'Amèrica.

## Demografia
Segons el cens del 2000, Volo tenia 180 habitants, 52 habitatges, i 39 famílies. La densitat de població era de 24,9 habitants/km².
Dels 52 habitatges en un 32,7% hi vivien nens de menys de 18 anys, en un 55,8% hi vivien parelles casades, en un 13,5% dones solteres, i en un 23,1% no eren unitats familiars. En el 13,5% dels habitatges hi vivien persones soles el 7,7% de les quals corresponia a persones de 65 anys o més que vivien soles. El nombre mitjà de persones vivint en cada habitatge era de 3,08 i el nombre mitjà de persones que vivien en cada família era de 3,33.
Per edats la població es repartia de la següent manera: un 22,8% tenia menys de 18 anys, un 10,6% entre 18 i 24, un 33,3% entre 25 i 44, un 21,7% de 45 a 60 i un 11,7% 65 anys o més.
L'edat mediana era de 34 anys. Per cada 100 dones de 18 o més anys hi havia 120,6 homes.
La renda mediana per habitatge era de 45.833 $ i la renda mediana per família de 45.625 $. Els homes tenien una renda mediana de 33.750 $ mentre que les dones 36.250 $. La renda per capita de la població era de 22.791 $. Aproximadament el 13,5% de les famílies i el 33% de la població estaven per davall del llindar de pobresa.

## Poblacions properes
El següent diagrama mostra les poblacions més properes.